# Malé Hradisko
Malé Hradisko – gmina w Czechach, w powiecie Prościejów, w kraju ołomunieckim. Według danych z dnia 1 stycznia 2012 liczyła 390 mieszkańców.
Składa się z pięciu części:
- Malé Hradisko
- Okluky